# Jan Tomasz Krzywczycki
Jan Tomasz Krzywczycki herbu Gozdawa (zm. przed 1 sierpnia 1651 roku) – starosta chełmski od 1643 roku.
Podpisał pacta conventa Jana II Kazimierza Wazy w 1648 roku. Poseł sejmiku chełmskiego na sejm 1650 roku.